# 多尔卡
多尔卡（Dholka），是印度古吉拉特邦Ahmadabad县的一个城镇。总人口53792（2001年）。

## 人口
该地2001年总人口53792人，其中男性27903人，女性25889人；0—6岁人口6573人，其中男3560人，女3013人；识字率66.47%，其中男性为73.23%，女性为59.20%。